# Nautichthys
Nautichthys is een geslacht van straalvinnige vissen uit de familie van donderpadden (Hemitripteridae). Het geslacht is voor het eerst wetenschappelijk beschreven in 1858 door Girard.

## Soorten
- Nautichthys oculofasciatus (Girard, 1858)
- Nautichthys pribilovius (Jordan & Gilbert, 1898)
- Nautichthys robustus Peden, 1970